# Port lotniczy Ridali
Port lotniczy Ridali – lotnisko znajdujące się w miejscowości Ridali (Estonia). Obsługuje połączenia krajowe.